# مطهرآباد تاج‌آباد
تاج آباد، روستایی از توابع بخش مرکزی شهرستان زرند در استان کرمان ایران است. مقبره امام زاده عبدالله (خواجه ابورضا) از نوادگان امام موسی کاظم(علیه السلام) در این روستا قرار دارد.

## جمعیت
این روستا در دهستان وحدت قرار دارد و براساس سرشماری مرکز آمار ایران در سال۱۳۹۵، جمعیت آن۲۱۴۱نفر می باشد .